# Sivas (tỉnh)
Tỉnh Sivas là một tỉnh nằm ở phía đông của vùng Trung Anatolia của Thổ Nhĩ Kỳ; đây là tỉnh lớn thứ nhì Thổ Nhĩ Kỳ. Các tỉnh giáp ranh là Yozgat về phía tây, Kayseri về phía tây nam, Kahramanmaraş về phía nam, Malatya về phía đông nam, Erzincan về phía đông, Giresun về phía đông bắc, và Ordu về phía bắc. Tỉnh lỵ là Sivas.
Tỉnh này nổi tiếng với các suối nước nóng.

## Huyện
Tỉnh Sivas được chia thành 17 huyện (thủ phủ huyện in đậm:
| - Akıncılar - Altınyayla - Divriği - Doğanşar - Gemerek - Gölova - Gürün - Hafik - İmranlı | - Kangal - Koyulhisar - Şarkışla - Sivas - Suşehri - Ulaş - Yıldızeli - Zara |

## Lịch sử
Con đường tơ lụa và con đường hoàng gia Ba Tư chạy qua Sivas.
Theo các tư liệu lịch sử, khu vực tỉnh Sivas có người định cư vào thời kỳ văn minh Hittite đầu năm 2000 trước Công nguyên và đã trở thành một khu định cư quan trọng. Khu vực này đã thuộc trị vì của các nền văn minh Phrygia, Lydia, Assyria, La Mã, Đông La Mã, người Turk Seljuk, Danişment, Ilhanlı, Eretna và Ottoman.
Sự thành lập của nước cộng hoà Thổ Nhĩ Kỳ hiện nay đã được hội nghị Sivas họp ngày 4/9/1919 dưới sự chủ toạ của Mustafa Kemal Atatürk.